# Lampertheim (Hesse)
Pour les articles homonymes, voir Lampertheim.
Lampertheim est une municipalité allemande située dans le land de la Hesse et l'arrondissement de la Bergstraße.

## Histoire
| Appartenances historiques Palatinat du Rhin 1387–1705 Principauté épiscopale de Worms 1705–1803 Landgraviat de Hesse-Darmstadt 1803–1806 Grand-duché de Hesse 1806–1918 République de Weimar 1918–1933 Reich allemand 1933–1945 Allemagne occupée 1945–1949 Allemagne 1949–présent |